# Журавка (Ростовская область)
Жура́вка — хутор в Миллеровском районе Ростовской области.
Входит в состав Сулинского сельского поселения.

## Население
| 2010 |
| ---- |
| 130  |

## Улицы
| - ул. Атаманская, - ул. Береговая, - ул. Заречная, - ул. Луговая, | - пер. Речной, - ул. Степная, - ул. Центральная. |